# Mikołaj Kurozwęcki (wojewoda lubelski)
Mikołaj Kurozwęcki zwany „Wrzód”, „Lubelczyk” herbu Poraj (zm. 1507) – polski szlachcic.
Syn kasztelana lubelskiego Krzesława z Grzybowa Kurozwęckiego i Ewy Czarnej z Gorzyc herbu Sulima; brat Dobiesława i Stanisława. 
Był kasztelanem rozprzańskim i sieradzkim od 1485, wojewodą lubelskim od 1502 oraz starostą sieradzkim.  
6 maja 1499 roku podpisał w Krakowie akt odnawiający unię polsko-litewską. Był sygnatariuszem unii piotrkowsko-mielnickiej 1501 roku. Podpisał konstytucję Nihil novi na sejmie w Radomiu w 1505 roku. Podpisał dyplom elekcji Zygmunta I Starego na króla Polski i wielkiego księcia litewskiego na sejmie w Piotrkowie 8 grudnia 1506 roku.
Żonaty z Ewą z Rytwian, córką Jana Rytwiańskiego; miał z nią synów: Adama i Hieronima oraz córkę Elżbietę.  